# Lukas Foss
Pour les articles homonymes, voir Foss.
Lukas Foss (Berlin, 15 août 1922 - Manhattan, New York, 1er février 2009) est un compositeur, pianiste et chef d'orchestre américain.

## Biographie
Né Lukas Fuchs à Berlin en 1922, il vint avec sa famille à Paris en 1933 et étudia au Conservatoire national de musique et d'art dramatique à Paris jusqu'en 1937 avec Lazare-Lévy (piano), Noël Gallon (composition), puis il partit aux États-Unis où sa famille se fixa, et poursuivit ses études musicales. Il entra à l'institut de musique Curtis de Philadelphie et eut pour professeurs Isabelle Vengerova (piano), Rosario Scalero, Randall Thompson (composition) et Fritz Reiner (orchestration). Il travailla ensuite avec Paul Hindemith à l'Université Yale. Il fut l'assistant de Serge Koussevitsky de 1946 à 1953 au Berkshire Music Center et pianiste du Boston Symphony Orchestra. Après un séjour de deux ans à Rome (1950-1952), il fut nommé professeur de composition à l'Université de Californie à Los Angeles de 1952 à 1963, et chef d'orchestre de la Philharmonie de Buffalo. Il dirigea aussi le Center for Creative and Performing Arts de cette ville. À partir de 1971, il dirigea l'orchestre philharmonique de Brooklyn, puis l'orchestre Kol Israel de Jérusalem,.

## Le compositeur
Comme jeune compositeur, son style musical, traditionnel et empreint de lyrisme témoignait de sa filiation à Gustav Mahler, mais son pays adoptif lui fit assimiler les influences de son maître Paul Hindemith comme celles d'Aaron Copland et Igor Stravinsky, plus particulièrement dans ses œuvres vocales (The Prairie,1942; Song of Songs, 1946; Griffelkin, 1955).
En 1957, il créa un ensemble de musique de chambre expérimental à l'Université de Californie (UCLA) qui, suivant sa pensée, devait se consacrer à un travail de recherches concernant les problèmes d'improvisation et de rapports entre compositeur et interprètes. Ses recherches l'amenèrent à aborder différentes techniques d'écriture (sérialisme, formes ouvertes, formes aléatoires, formes précalculées). Foss a dès lors constamment recherché le renouvellement des relations entre compositeur, musique et interprètes, en y incluant aussi le public, ce qui fait sa spécificité,.

## Compositions (sélection)
- The Prairie, Cantate, 1942
- The Gift of the Magi, Ballet, 1945, d'après O. Henry
- The Jumping Frog of Calaveras County,  d'après Mark Twain, 1949
- Griffelkin, 1955
- Symphony of Chorals, 1956-1958
- Introductions and Goodbys, 1959
- Time Cycle, 1960
- Echoi pour clarinette, violoncelle, piano et percussion, en 4 versions possibles, 1963
- Thirteen Ways of Looking at a Blackbird, 1978
- Night Music for John Lennon, 1980
- Elytrés pour  (de) 11 à 22 instruments
- Non-Improvisation
- Paradigm pour 5 musiciens
- Men at Play (de 4 à 6 exécutants)
- Geod pour 4 formations orchestrales
- Fragments of Archilochos pour contreténor, récitant, 4 petits chœurs, un grand chœur, mandoline, guitare et 3 percussions
- Renaissance Concerto, 1990